# Ана Перена
Ана Перена (лат. Anna Perenna, од annus „година“ и perennis „трајан“, „вечит“) је била римска богиња плодности, која је поштована у светим шумама северно од Рима. Централно је божанство више прича из римске митологије.  
У најстаријим причама, преобразила се у старицу која је правила и продавала колаче изгладнелим Римљанима који су из политичких разлога избегли из вечног града. Кад су се вратили кућама, одужили су јој се за доброчинство и светковали у њену част.
Према другој причи, она је сестра картагинске краљице Дидонине коју је избегли тројански јунак Енеја волео, али напослетку напустио на свом путовању из Троје у Италију. Неко време после Енеја се оженио са Ливинијом и основао град који је назвао по њој. У то је дошла Ана Перена. Ливинија је била љубоморна на придошлицу, а претила јој је да ће је убити. Ана је избегла у шуме где је срела речног бога Нумиција који ју је однео и преобразио у нимфу. Римљани су јој одавали част приликом великог новогодишњег празника 15. марта, који би означавао први пун месец у години у старом лунарном календару када се март рачунао као први месец у години.
О њој и фестивалу у њену част најопширније приповеда Овидије у трећој књизи Календара, а поред њега у римској књижевности је спомињу и Марцијал, Марко Теренције и Децим.
Откривене су две богомоље у част Ане Перене, једна на Сицилији, где су 1899. године пронађени натписи посвећени Ани и Аполону и у Риму 1999. године када је откривена фонтана наменски направљена за обреде везане за њу.